# إيك سيويل
إيك سيويل (بالإنجليزية: Ike Sewell)‏ هو صاحب مطعم أمريكي، ولد في 9 سبتمبر 1903 في دالاس في الولايات المتحدة، وتوفي في 20 أغسطس 1990 في شيكاغو في الولايات المتحدة بسبب ابيضاض الدم.